# Les Couleurs du temps
Les Couleurs du temps est une chanson de Guy Béart, sortie en 1973 sur l'album Couleurs du temps. Cette chanson est connue pour avoir été la musique du générique de FR3 jeunesse. Elle a aussi été interprétée par les Compagnons de la chanson.